# Daniel Lloyd

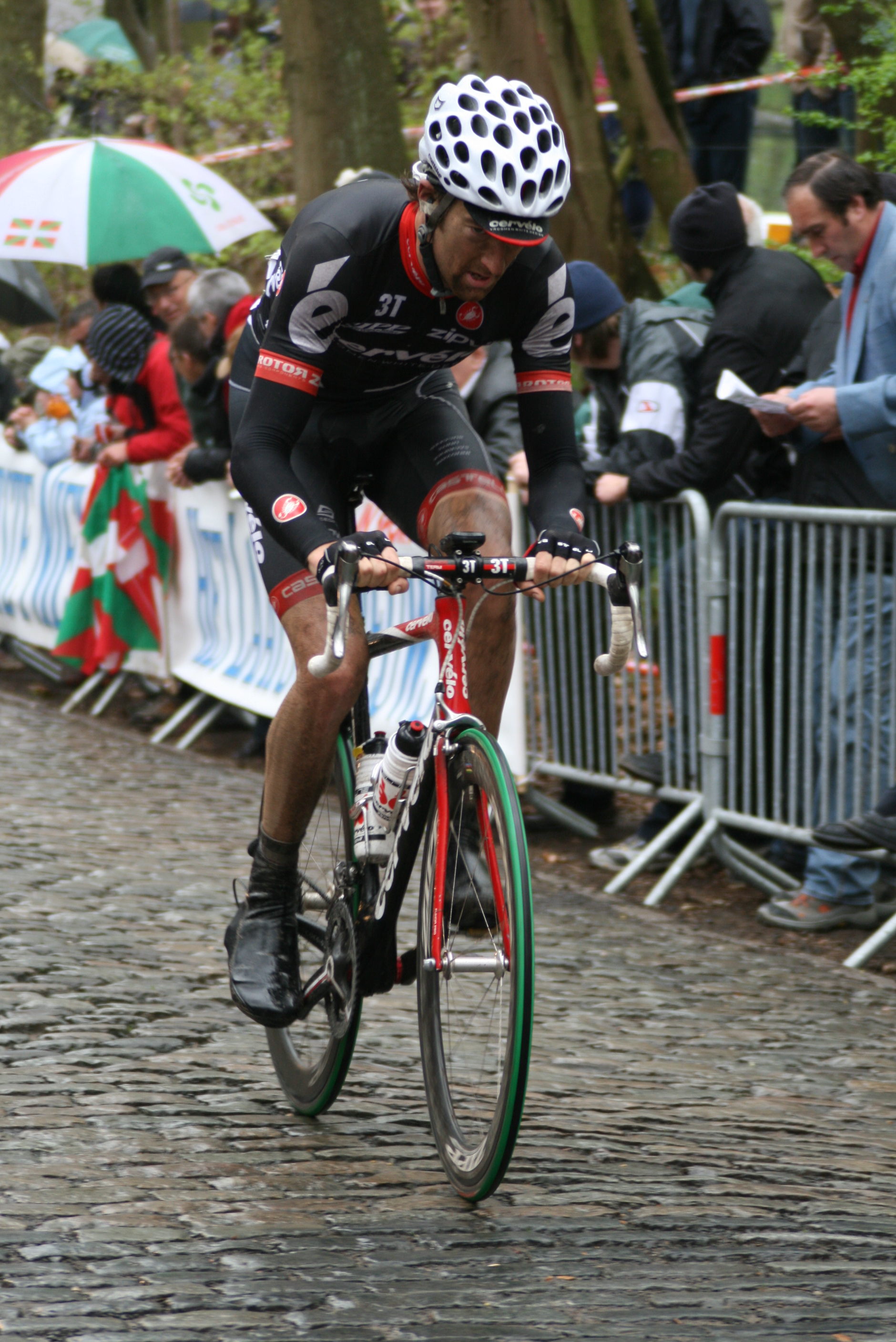
Daniel Lloyd en la Gante-Wevelgem 2009, en el Monte Kemmel, con el trazado adoquinado.

Daniel Lloyd (Christchurch, 11 de agosto de 1980) es un ciclista británico que fue profesional entre 2003 y 2012.
Llegó al ciclismo de primera categoría de la mano del equipo UCI ProTour Garmin-Cervélo, siendo su último equipo el Team IG-Sigma Sport, del que pasó a formar parte como asistente del director técnico tras su retirada en noviembre de 2012. Es presentador de Global Cycling Network.

## Palmarés
2006
- 1 etapa del Tour de Siam
- 1 etapa de la Vuelta al Lago Qinghai

2007
- 2.º en el Campeonato del Reino Unido en Ruta

2008
- Vuelta a Extremadura

2009
- 2.º en el Campeonato del Reino Unido en Ruta

## Resultados en Grandes Vueltas y Campeonatos del Mundo
| Carrera         | Carrera         | 2003 | 2004 | 2005 | 2006 | 2007 | 2008 | 2009  | 2010  | 2011 | 2012 |
| --------------- | --------------- | ---- | ---- | ---- | ---- | ---- | ---- | ----- | ----- | ---- | ---- |
|                 | Giro de Italia  | —    | —    | —    | —    | —    | —    | 114.º | 103.º | —    | —    |
|                 | Tour de Francia | —    | —    | —    | —    | —    | —    | —     | 164.º | —    | —    |
|                 | Vuelta a España | —    | —    | —    | —    | —    | —    | —     | —     | —    | —    |
| Mundial en Ruta | Mundial en Ruta | —    | —    | —    | —    | —    | —    | Ab.   | —     | —    | —    |

—: no participa
Ab.: abandono

## Equipos
- Endurasport.com (2003)
- Flanders (2004-2005)
- Giant Asia Racing Team (2006)
- Driving Force Logistics (2007)
- An Post-Sean Kelly Team (2008)
- Cervélo Test Team (2009-2010)
- Garmin-Cervélo (2011)
- Team IG-Sigma Sport (2012)